# Powiat Ruppin

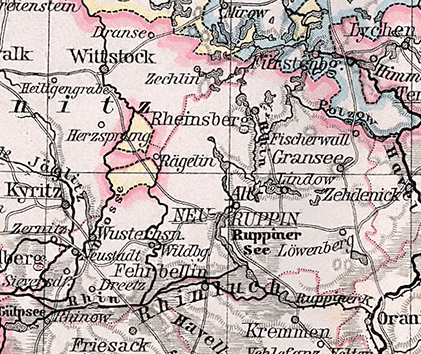
Mapa powiatu w 1905

Powiat Ruppin (niem. Landkreis Ruppin, Kreis Ruppin) – dawny powiat w Królestwie Prus, w prowincji prowincji Brandenburgia, w rejencji poczdamskiej. Istniał w latach 1816–1952, siedzibą władz powiatu było miasto Neuruppin. Teren dawnego powiatu leży obecnie w kraju związkowym Brandenburgia w powiatach Oberhavel oraz Ostprignitz-Ruppin.
1 stycznia 1945 na terenie powiatu znajdowało się:
- siedem miast: Alt Ruppin, Gransee, Lindow (Mark), Neuruppin, Neustadt (Dosse), Rheinsberg oraz Wusterhausen/Dosse
- 128 innych gmin
- dwa majątki junkierskie.